# سيراس تاونسند برادي
سيراس تاونسند برادي (بالإنجليزية: Cyrus Townsend Brady) (20 ديسمبر 1861 - 24 يناير 1920)؛ مؤرخ، صحفي وروائي أمريكي.

## روابط خارجية
- سيراس تاونسند برادي على موقع IMDb (الإنجليزية)
- سيراس تاونسند برادي على موقع قاعدة بيانات الفيلم (الإنجليزية)